# Asunción

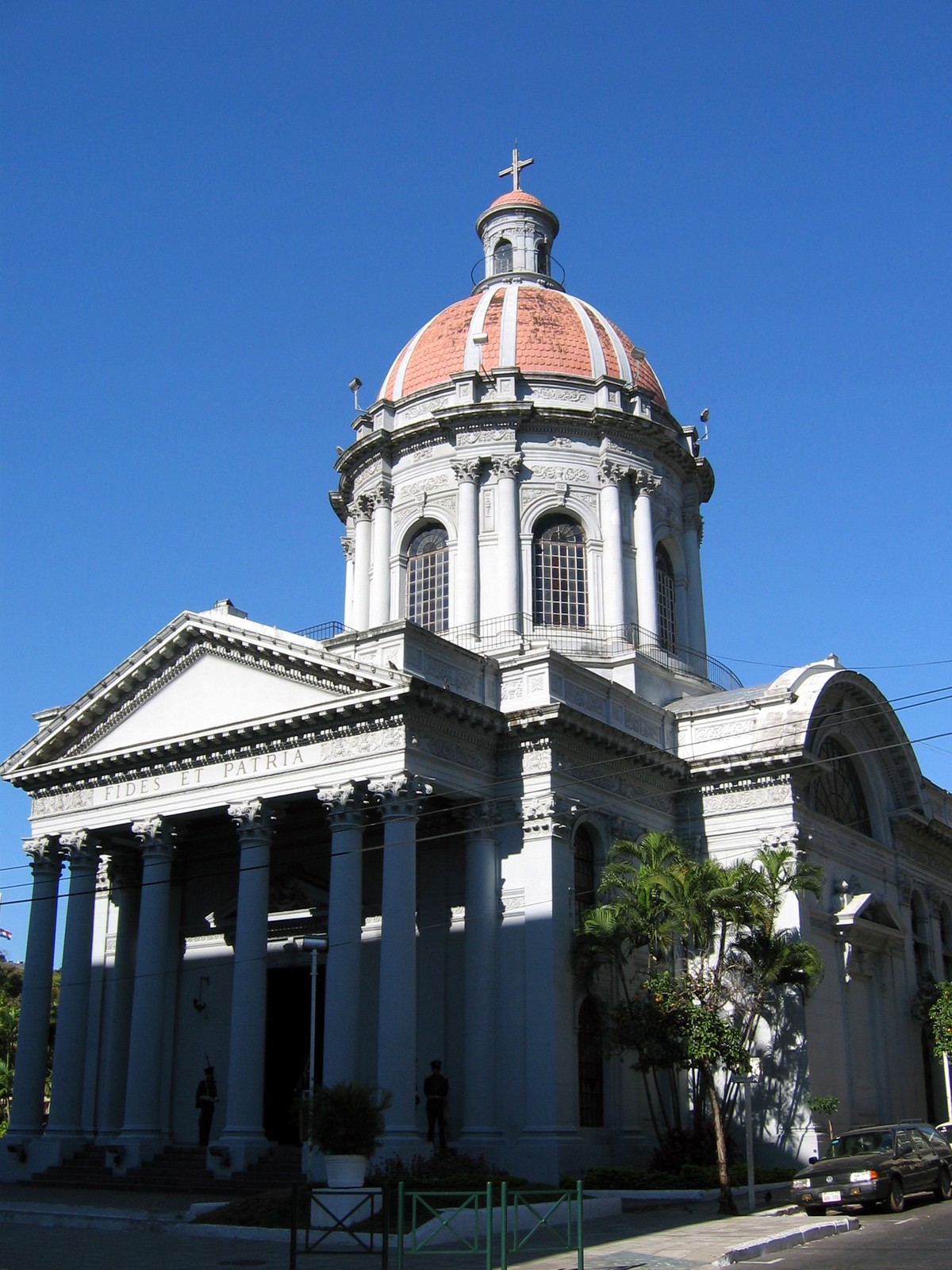
Budynek Panteonu Narodowego w Asunción

Asunción (wym. [asunˈsjon]) – stolica Paragwaju, położona nad rzeką Paragwaj na zachodnim skraju Wyżyny Brazylijskiej, przy granicy z Argentyną.

## Demografia
Asunción jest największym miastem Paragwaju: zamieszkuje je 512 tys. mieszkańców (2002), czyli ok. 8% ludności całego kraju, a cały zespół miejski Gran Asunción, w skład którego wchodzą takie miasta jak San Lorenzo, Fernando de la Mora, Capiatá, Lambaré, Luque, Mariano Roque Alonso, Limpio, Ñemby czy Villa Elisa, zamieszkuje prawie 1,7 mln osób.

## Historia
Miasto jest jedną z najstarszych hiszpańskich osad w Ameryce Południowej, a na pewno najstarszą położoną na wschód od Andów. Nazywane jest czasem „matką miast”, ponieważ stąd wyruszały ekspedycje kolonialne, które zakładały nowe miasta na podbijanych terenach. Zostało założone dokładnie 15 sierpnia 1537 jako Nuestra Señora de la Asunción, czyli Wniebowzięcie Najświętszej Maryi Panny. Prawa miejskie uzyskało w 1540. Od tej pory było ważnym ośrodkiem hiszpańskiej administracji kolonialnej w dorzeczu La Platy, ale w XVII wieku straciło znaczenie na rzecz Buenos Aires. W 1731 miało tu miejsce pierwsze powstanie przeciwko władzy hiszpańskich kolonistów pod wodzą José de Antequera y Castro. Po uzyskaniu niepodległości w 1811, Asunción zostało ustanowione stolicą kraju, począwszy od 1813. Po wojnie paragwajskiej 1864–1870 miasto było okupowane przez wojska brazylijskie aż do 1876, co znacznie zahamowało jego rozwój. 1 sierpnia 2004 w Asunción doszło do jednego z najbardziej tragicznych pożarów w historii. W pożarze miejscowego supermarketu zginęły co najmniej 464 osoby, a rannych zostało 409.

## Gospodarka
Asunción jest głównym ośrodkiem gospodarczym kraju. Znajduje się tutaj port handlowy, który obsługuje blisko 3/4 handlu zagranicznego kraju. Międzynarodowy port lotniczy im. Silvio Pettirossi znajduje się na przedmieściach miasta Luque. Rozwinął się tutaj przemysł spożywczy, włókienniczy, obuwniczy, cementowy, stoczniowy i petrochemiczny (rafineria ropy naftowej). Wydawane są tutaj główne gazety kraju: ABC Color, Última Hora, Noticias i La Nación.

## Turystyka i zabytki
Stare miasto, położone tuż nad rzeką, posiada kilka zabytków architektury kolonialnej (wiele zniszczonych zostało podczas wojny paragwajskiej) i XIX-wiecznej: domy z XVII–XVIII wieku, katedra (Catedral Metropolitana), kościoły (m.in. Iglesia de La Encarnación), panteon (Panteón Nacional), stary budynek Senatu. W starej części znajduje się też znany ogród botaniczny. Miasto posiada też nowoczesne centrum, które zostało znacznie rozbudowane w latach 70. i 80. XX wieku wokół dwóch placów miejskich Plaza de los Heroes i Plaza Uruguaya. Najbogatsi mieszkańcy stolicy mieszkają na przedmieściach, zwłaszcza w okolicach Avenida San Martín. W mieście znajdują się liczne muzea.

## Edukacja
Asunción jest również centrum naukowym i kulturalnym kraju. Miasto posiada dwa uniwersytety: publiczny Universidad Nacional z 1890, położony na przedmieściach miasta w pobliżu miasta San Lorenzo oraz katolicki Universidad Católica z 1960, położony w centrum miasta.

## Sport
Najsłynniejszym klubem pochodzącym z tego miasta jest Club Olimpia, jednak grają tu także takie drużyny jak:
- Cerro Porteño
- General Caballero
- Guaraní
- Libertad
- Nacional
- Presidente Hayes
- River Plate (Asuncion)
- Rubio Ňú
- Silvio Pettirossi
- Sol de América
- Club Sportivo Trinidense
- Tacuary

## Miasta partnerskie
- Buenos Aires, Argentyna
- Resistencia, Argentyna
- Rosario, Argentyna
- Campinas, Brazylia
- Kurytyba, Brazylia
- São Paulo, Brazylia
- Chiba, Japonia
- Madryt, Hiszpania
- Miami, Stany Zjednoczone
- Trujillo, Peru
- Chimbote, Peru
- Tajpej, Republika Chińska
- Bogota, Kolumbia
- Caracas, Wenezuela